# 安倍なつみ 〜Best Selection〜 15色の似顔絵たち
『安倍なつみ 〜Best Selection〜 15色の似顔絵たち』（あべなつみ ベストセレクション じゅうごしょくのにがおえたち）は安倍なつみのベスト・アルバム。2008年12月10日発売。

## 概要
ハロー!プロジェクト10周年記念企画である「メガベストシリーズ」のひとつとしてリリースされたCD+DVDの2枚組ベスト・アルバム。
デビュー5周年記念の本作は「息を重ねましょう」を始め、オリジナル・アルバム未収録シングル曲が4曲収録され、本作のための新曲が2曲、初CD化作品も収録されている。

## 収録曲

### CD
1. 微風（そよかぜ）
  - 作詞：久保田洋司・西村ちさと／作曲・編曲：齋藤真也
  - 新曲
2. 25 〜ヴァンサンク〜（27 Version）
  - 作詞：西村ちさと／作曲・編曲：斎藤悠弥
  - ミニ・アルバム『25 〜ヴァンサンク〜』収録曲のアレンジ違い
3. あなたに会えたなら
  - 作詞・作曲・編曲：コモリタミノル
  - 新曲
4. 息を重ねましょう
  - 表記はないが、新録バージョンである。
  - 安倍自身もこのことはラジオ等で公言している。
5. Too far away 〜女のこころ〜
6. 甘すぎた果実
7. ザ・ストレス
8. スイートホリック
9. たからもの
  - 「千」名義での作品
10. 恋の花
11. 夢ならば
12. 恋のテレフォンGOAL
13. だって 生きてかなくちゃ
14. 22歳の私
15. 鳴り止まない タンバリン
  - 作詞：中島卓偉・つんく／作曲：中島卓偉／編曲：鈴木Daichi秀行
  - 当初4枚目のシングルとして2005年1月26日に発売予定であったが、安倍の盗作騒動による謹慎で発売中止となった楽曲。約4年を経て初収録された。

### DVD
特記がないものはミュージック・ビデオ
1. 22歳の私
2. だって 生きてかなくちゃ
3. 恋のテレフォンGOAL
4. 夢ならば
5. 恋の花
6. スイートホリック
7. ザ・ストレス
8. 甘すぎた果実
9. Too far away 〜女のこころ〜
10. 息を重ねましょう
11. Too far away 〜女のこころ〜 (White Close-up Ver.)
12. 25〜ヴァンサンク〜（2007.4.29 コンサートツアー2007 春 25〜ヴァンサンク〜 より）
13. たからもの（2008.8.10 Birthday Special Concert より）
14. アルバムジャケット撮影メイキング映像（特典映像）